# Sulawesinachtzwaluw
De sulawesinachtzwaluw (Caprimulgus celebensis) is een vogel uit de familie van de nachtzwaluwen (Caprimulgidae).

## Verspreiding en leefgebied
De broedgebieden van de sulawesinachtzwaluw liggen op Sulawesi en de Soela-eilanden. Daar is de vogel endemisch. Het is een vogel van vochtig tropisch regenbos en mangroven.
De soort telt twee ondersoorten:
- C. c. celebensis: Sulawesi en Buton.
- C. c. jungei: Soela-eilanden.

## Status
De sulawesinachtzwaluw heeft een geen klein verspreidingsgebied en daardoor is de kans op uitsterven gering. De grootte van de populatie is niet gekwantificeerd maar plaatselijk is de vogel zeldzaam en gaat mogelijk achteruit door ontbossingen. Echter, het tempo ligt onder de 30% in tien jaar (minder dan 3,5% per jaar). Om deze redenen staat deze nachtzwaluw als niet bedreigd op de Rode Lijst van de IUCN.